# Vicariato apostólico de Beirut
El vicariato apostólico de Beirut (en latín: Vicariatus Apostolicus Berytensis y en árabe: نيابة بيروت الرسولية‎) es una circunscripción eclesiástica de la Iglesia católica en Líbano. Se trata de un vicariato apostólico latino, inmediatamente sujeto a la Santa Sede. Desde el 2 de agosto de 2016 su vicario apostólico es el obispo Cesar Essayan, de la Orden de Frailes Menores Conventuales.

## Territorio y organización
El vicariato apostólico tiene 10 400 km² y extiende su jurisdicción sobre los fieles católicos de rito latino residentes en todo el territorio de Líbano.
La sede del vicariato apostólico se encuentra en la ciudad de Beirut, en donde se halla la Catedral de San Luis.
Los vicarios apostólicos son miembros de derecho de la Conferencia de Obispos Latinos en las Regiones Árabes.
En 2022 en el vicariato apostólico existían 10 parroquias.

## Historia
La presencia católica de rito latino en el Líbano se inicia con las Cruzadas a finales del siglo XI y finaliza con la derrota definitiva de los cruzados y la desaparición de los principados cruzados en Oriente Medio a partir de mediados del siglo XIII. En este período, en las tierras correspondientes al actual Líbano, se establecieron varias circunscripciones eclesiásticas latinas, que en la mayoría de los casos suplantaron a las antiguas sedes episcopales de los primeros tiempos del cristianismo: de la arquidiócesis de Tiro dependían las diócesis sufragáneas de San Juan de Acre, Cesarea de Filipo, Sidón y Berito (Beirut), mientras que las sufragáneas de Biblos, Trípoli y Antarado dependían del patriarcado latino de Antioquía. Estas diócesis desaparecieron con el final del período cruzado y hoy permanecen en su mayor parte como sedes titulares.
La presencia latina continuó en el país con los franciscanos, que llegaron ya en el siglo XIII, y luego con misioneros de otras órdenes religiosas, como los capuchinos, los carmelitas, los lazaristas y los jesuitas, que llegaron en el siglo XVII. 
Después del Congreso de Viena, la Propaganda Fide restableció el vicariato apostólico de Alepo en 1817, con el nombre de vicariato apostólico de Siria, Egipto, Arabia y Chipre. Tenía jurisdicción sobre gran parte de las misiones católicas de las regiones centro-sur del Imperio otomano, a saber: Siria, Líbano, Chipre, Palestina, península arábiga, Egipto, Abisinia (Etiopía y Eritrea) y Nubia (Sudán). También incluía la parte centro-sur de Anatolia, incluidas las ciudades de Antioquía (Antakya) y Alejandreta (İskenderun). Los vicarios apostólicos residían en el Líbano.
No se estableció ninguna circunscripción eclesiástica para los fieles de rito latino del Líbano hasta el final del mandato francés al final de la Segunda Guerra Mundial: el delegado apostólico de Siria también desempeñó las funciones de obispo de los católicos latinos del Líbano.
El vicariato apostólico fue erigido el 4 de junio de 1953 mediante la bula Solent caeli del papa Pío XII, separando el territorio libanés del vicariato apostólico de Alepo. A partir de este último cambio territorial, los vicarios apostólicos de Alepo tienen residencia permanente en Alepo, prefiriendo residir previamente en el Líbano.

## Estadísticas
Según el Anuario Pontificio 2023 el vicariato apostólico tenía a fines de 2022 un total de 18 000 fieles bautizados.
| Año                                                                             | Población            | Población | Población      | Sacerdotes | Sacerdotes    | Sacerdotes    | Bautizados por sacerdote | Diáconos permanentes | Religiosos | Religiosos | Parroquias |
| Año                                                                             | Bautizados católicos | Total     | % de católicos | Total      | Clero secular | Clero regular | Bautizados por sacerdote | Diáconos permanentes | Varones    | Mujeres    | Parroquias |
| ------------------------------------------------------------------------------- | -------------------- | --------- | -------------- | ---------- | ------------- | ------------- | ------------------------ | -------------------- | ---------- | ---------- | ---------- |
| 1969                                                                            | 16 000               | ?         | ?              | 230        | 7             | 223           | 69                       |                      | 369        | 1443       | 8          |
| 1980                                                                            | 20 000               | ?         | ?              | 209        | 9             | 200           | 95                       |                      | 383        | 1800       | 9          |
| 1988                                                                            | 20 000               | ?         | ?              | 271        | 3             | 268           | 73                       |                      | 268        | 1440       | 9          |
| 1999                                                                            | 20 000               | ?         | ?              | 238        | 2             | 236           | 84                       |                      | 243        | 1320       | 9          |
| 2000                                                                            | 20 000               | ?         | ?              | 240        | 2             | 238           | 83                       |                      | 246        | 1322       | 9          |
| 2001                                                                            | 20 000               | ?         | ?              | 166        | 2             | 164           | 120                      |                      | 270        | 1275       | 8          |
| 2002                                                                            | 15 000               | ?         | ?              | 138        | 2             | 136           | 108                      |                      | 250        | 1375       | 8          |
| 2003                                                                            | 15 000               | ?         | ?              | 140        | 2             | 138           | 107                      |                      | 251        | 1210       | 7          |
| 2004                                                                            | 15 000               | ?         | ?              | 135        | 1             | 134           | 111                      |                      | 210        | 1240       | 8          |
| 2005                                                                            | 15 000               | ?         | ?              | 176        | 1             | 175           | 85                       |                      | 225        | 1181       | 8          |
| 2010                                                                            | 15 000               | ?         | ?              | 161        | 1             | 160           | 93                       | 1                    | 208        | 1115       | 8          |
| 2014                                                                            | 10 000               | ?         | ?              | 131        | 2             | 129           | 76                       | 2                    | 207        | 1105       | 8          |
| 2017                                                                            | 15 000               | ?         | ?              | 135        | 1             | 134           | 111                      | 2                    | 213        | 1015       | 8          |
| 2020                                                                            | 18 000               | ?         | ?              | 137        |               | 137           | 131                      | 2                    | 210        | 922        | 8          |
| 2022                                                                            | 18 000               |           |                | 144        | 1             | 143           | 125                      | 7                    | 194        | 822        | 10         |
| Fuente: Catholic-Hierarchy, que a su vez toma los datos del Anuario Pontificio. |                      |           |                |            |               |               |                          |                      |            |            |            |

## Episcopologio
- Eustace John Smith, O.F.M. † (8 de diciembre de 1955-1973 renunció)
- Paul Bassim, O.C.D. † (8 de septiembre de 1974-30 de julio de 1999 retirado)
- Paul Dahdah, O.C.D. (30 de julio de 1999-2 de agosto de 2016 retirado)
- Cesar Essayan, O.F.M.Conv., desde el 2 de agosto de 2016